# Calamus leucosteus
Calamus leucosteus är en fiskart som beskrevs av Jordan och Gilbert, 1885. Calamus leucosteus ingår i släktet Calamus och familjen havsrudefiskar. Inga underarter finns listade.